# علي الغادي
علي الغادي (بالإنجليزية: Ali Al-Ghadi)‏ (و. 1952  م) هو عداء مسافات طويلة من الجمهورية العربية اليمنية، واليمن، شارك في الألعاب الأولمبية الصيفية 1984.

## روابط خارجية
- علي الغادي على موقع الاتحاد الدولي لألعاب القوى (الإنجليزية)
- علي الغادي على موقع أوليمبيديا (الإنجليزية)